# Callomelitta insularis
Callomelitta insularis är en biart som först beskrevs av Cockerell 1914.  Callomelitta insularis ingår i släktet Callomelitta och familjen korttungebin. Inga underarter finns listade.